# ГАЗ Тигр
ГАЗ-2330 «Тигр» — російський позашляховик багатоцільового призначення (часто плутається зі своєю армійською версією ГАЗ-2975 «Тигр»).

## Історія
Замовником багатоцільового транспорту виступило військове відмоство ОАЕ, виділивши на розробку та виготовлення дослідницьких зразків 60 мільйонів доларів США. Перші зразки Tiger HMTV були презентовані в Абу-Дабі на Міжнародній виставці озброєння IDEX-2001. Автомобілі замовнику сподобались, але в результаті контракт на поставку Тигра так і не був підписаний.
На ГАЗі були зібрані декілька автомобілів другої серії — з іншою зовнішністю та інтер'єром. Саме вони під назвою ГАЗ-2330 «Тигр» були представлені на MIMS-2002.

## Двигуни

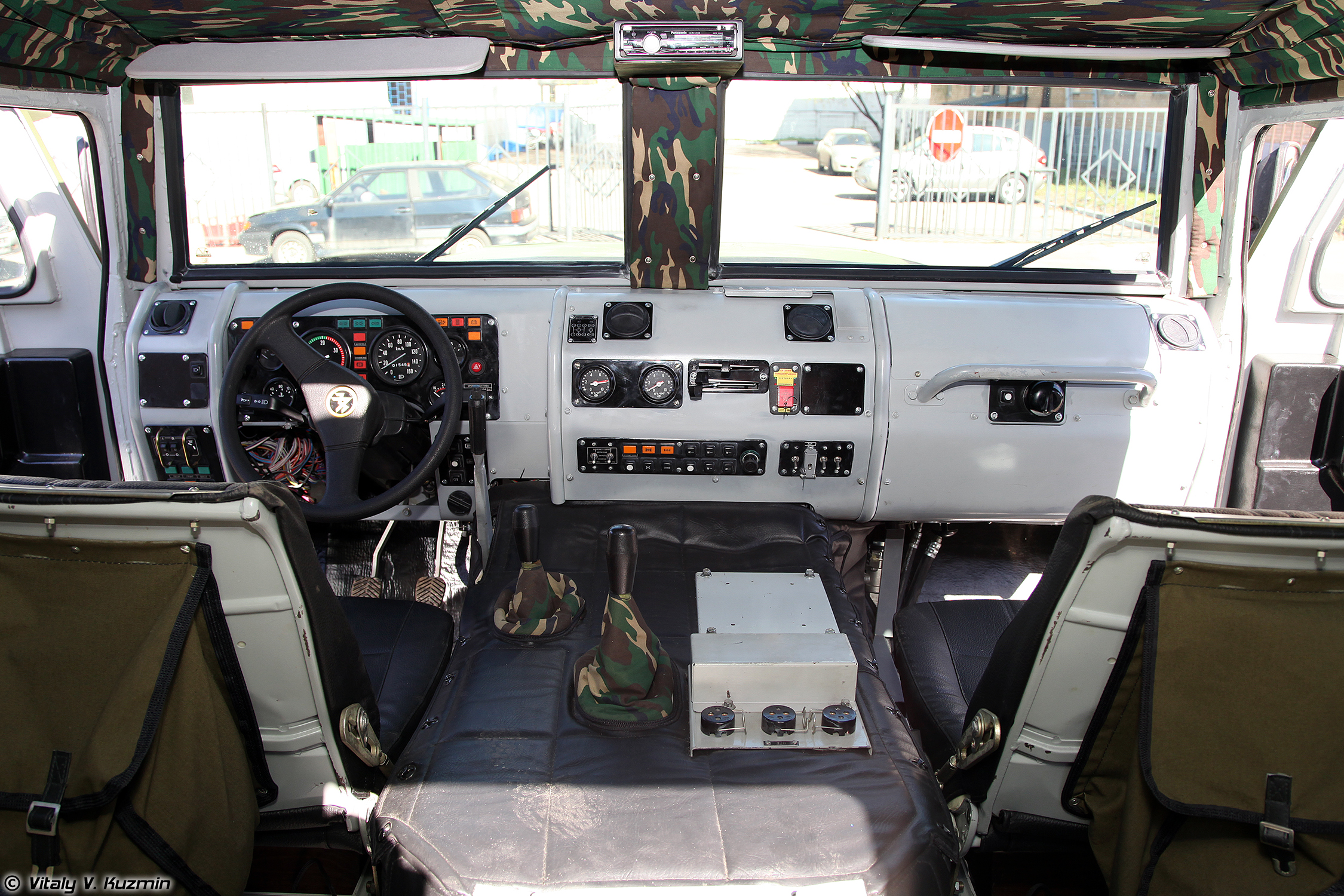

- Cummins 5.9 L B180 TD І6, 180 к.с.
- Cummins 5.9 L B205 TD І6, 205 к.с.
- Cummins 4.5 L B205 TD І4, 215 к.с.
- Cummins 5.9 L B214 TD І6, 215 к.с.
- ГАЗ-562 3.2 L TD І6, 197 к.с.
- ЯМЗ-5347-10 4.43 L І4 215 к.с.[1]

## Модифікації

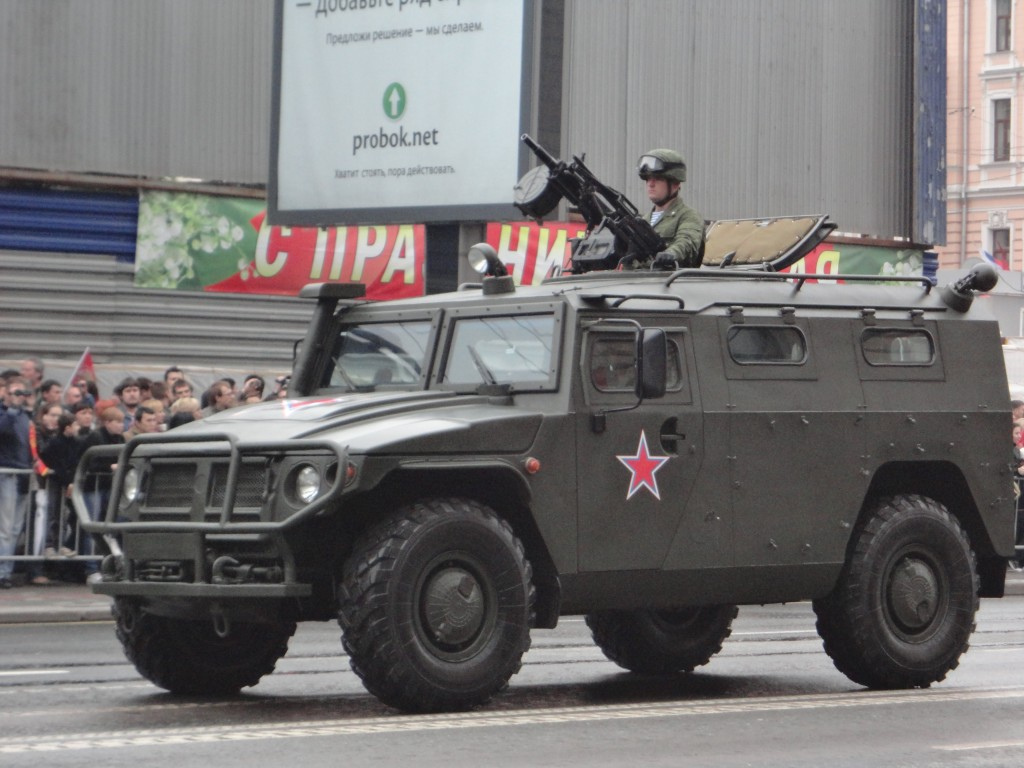
ГАЗ-2975 «Тигр»

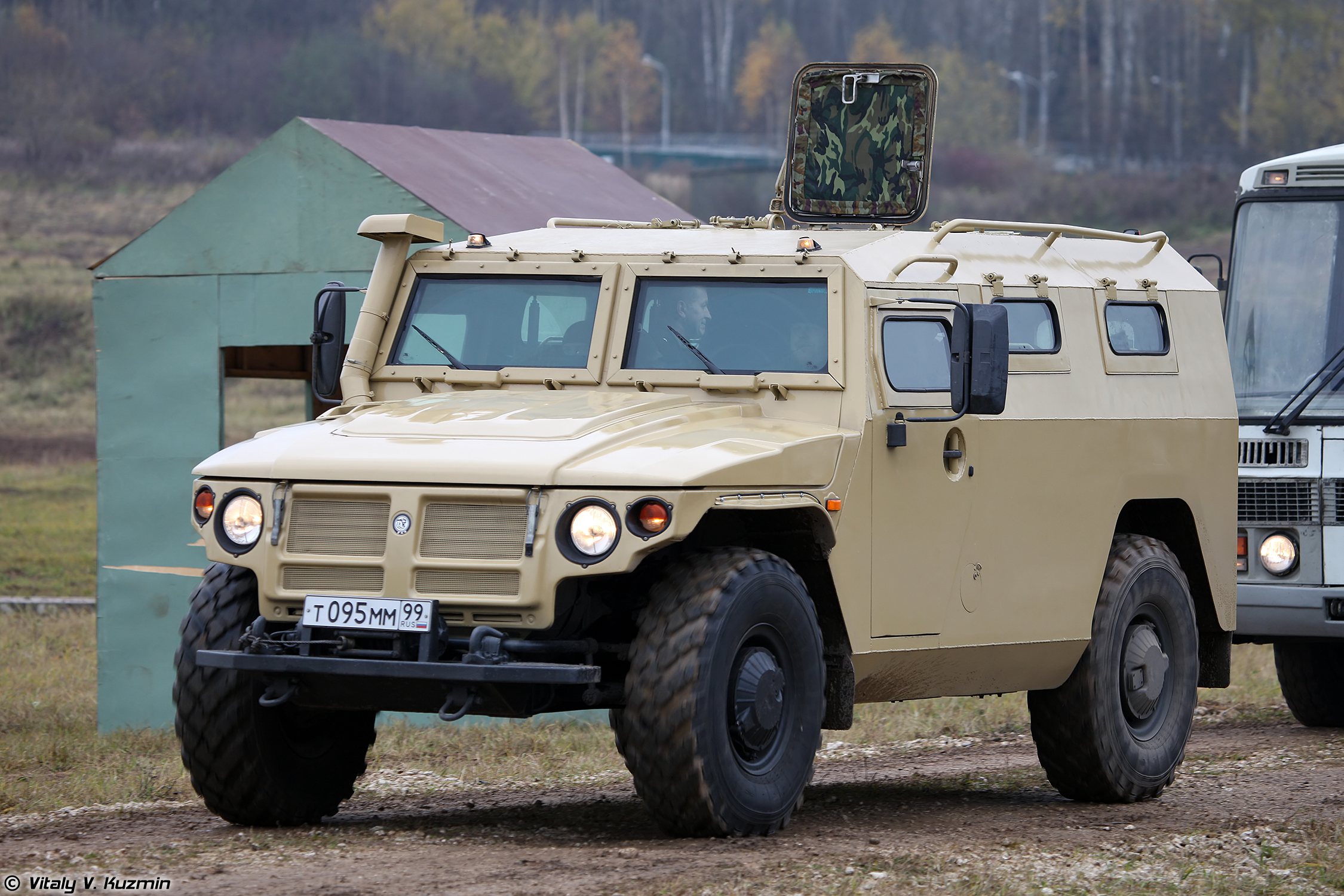
ГАЗ-233034 Тигр СПМ-1

### ГАЗ-2975 «Тигр»
Російський військовий броньований автомобіль-позашляховик, модифікація ГАЗ-2330 «Тигр».

### ГАЗ-29651 «Каратель»
Спрощена версія ГАЗ-2975. Спеціальна броньована поліцейська машина (СПМ-3). Головне призначення — операції по придушенню масових заворушень.

### ГАЗ-3121 «Тигр-2»
Легковий «цивільний» автомобіль

## Зарубіжні модифікації
- «Лис-ПМ» (МЗКТ-233036) ( Білорусь)

Вперше показаний на Milex-2011. Створений на базі російського «Тигра», оснащений прицілом панорамним платформного типу ПКП-ПТ і керованим протитанковим ракетним комплексом «Шершень».
У 2014 на МЗКТ організована викруткова збірка «Тигр» під позначенням «Лис». Збирався МЗКТ-233036-010 «Лис-ПМ» з листопада 2014 по червень 2015 по ліцензії, потім збірка зупинена. 6 машин віддано в МВС, ще один МЗКТ-233036-011 з встановленим автоматизованим дистанційно керованим наглядово-вогневим комплексом «Ардунок» використовується в СПБТ «Алмаз».
У внутрішні війська надійшли як бойові легкоброньовані машини МЗКТ-233036-010 зі зміненим озброєнням. Збірка проводилася на 124 АСП МЗКТ, а після закриття доопрацювання здійснював експериментальний цех МЗКТ.

## Бойове застосування

### Російсько-українська війна
50 автомобілів ГАЗ-233014 «Тигр» використовували російські війська під-час захоплення Криму в березні 2014 року.
3 березня 2014 року був зафіксований випадок, коли 205-сильний ГАЗ-233014 «Тигр» не зміг з першого разу переїхати через невеликий бордюр.
За даними групи «Інформаційний спротив» на озброєні російських бойовиків в червні 2015 року були помічені ГАЗ-2330 «Тигр» в модифікації комплексу РЕБ «Леєр-2».
Під час повномасштабного вторгнення регулярної армії РФ в Україну в лютому 2022 року, бійцями ЗСУ велика кількість «Тигрів» була знищена та велика кількість захоплена.
В жовтні 2022 року українські військові захопили рідкісний екземпляр ворожої техніки — командно-штабну машину «Тигр», яка призначена
для організації зв'язку.

## Оператори
- Україна[6]
- Вірменія[7]
- Казахстан[8]
- Гвінея[9]
- КНР[10][11]
- Монголія[12][відсутнє в джерелі]
- ОАЕ[13]
- Йорданія[13]
- Росія[14]
- Словаччина[15]
- Уругвай[16]
- Білорусь[17]
- Узбекистан (придбано «декілька десятків» бронемашин ВПК-233136 «Тигр» в специальній комплектації)[18]